# Suffocation
Suffocation je jedan od najutjecajnijih američkih death metal-sastava.

## O sastavu
Osnovan je 1989. godine u Long Islandu, te su prvi studijski album Effigy of the Forgotten objavili 1991. godine pod izdavačkom kućom Roadrunner Records. Idući, Breeding the Spawn objavljuju 1993., a posljednji prije raspada Pierced from Within 1995. godine. Ponovo se okupljaju 2003. godine, te objavljuju albume Souls to Deny i Suffocation. Godine 2008. potpisuju za Nuclear Blast te objavljuju albume Blood Oath i Pinnacle of Bedlam.

## Članovi sastava
Sadašnja postava
- Terrance Hobbs – gitara (1990. – 1998., 2002. – danas)
- Derek Boyer – bas-gitara (2004. – danas)
- Eric Morotti – bubnjevi (2016. – danas)
- Charlie Errigo – gitara (2016. – danas)
- Ricky Myers – vokal (2019. – danas)

Bivši članovi
- Josh Barohn – bas-gitara (1988. – 1991., 2002. – 2004.)
- Guy Marchais – gitara (1988. – 1990., 2003. – 2016.)
- Todd German – gitara (1988. – 1990.)
- Frank Mullen – vokal (1988. – 1998., 2002 – 2018.)
- Mike Smith – bubnjevi (1990. – 1994., 2002. – 2012.)
- Doug Cerrito – gitara (1990. – 1998.)
- Chris Richards – bas-gitara (1991. – 1998.)
- Doug Bohn – bubnjevi (1994. – 1995.)
- Dave Culross – bubnjevi (1995. – 1998., 2012. – 2014.)
- Kevin Talley – bubnjevi (2014. – 2016.)

Koncertni članovi
- Keith DeVito – vokal (1995.)
- Kevin Talley – bubnjevi (1998., 2013. – 2014.)
- Bill Robinson – vokal (2012.)
- John Gallagher – vokal (2013.)
- Ricky Myers – vokal (2014. – 2016., 2018. – 2019.)
- Kevin Muller – vokal (2016. – 2018.)
- Bridget Lynch – vokal (2023.)

## Diskografija
Studijski albumi
- Effigy of the Forgotten (1991.)
- Breeding the Spawn (1993.)
- Pierced from Within (1995.)
- Souls to Deny (2004.)
- Suffocation (2006.)
- Blood Oath (2009.)
- Pinnacle of Bedlam (2013.)
- ...Of the Dark Light (2017.)
- Hymns from the Apocrypha (2023.)

EP-ovi
- Human Waste (1991.)
- Despise the Sun (1998.)

Kompilacije
- The Best of Suffocation (2008.)

Demoalbumi
- Reincremated (1990.)

## Vanjske poveznice
- Službena stranica  Arhivirana inačica izvorne stranice od 1. studenoga 2009. (Wayback Machine)